# RM (래퍼)
RM(본명: 김남준(알엠, 한국 한자: 金南俊(김남준)), 1994년 9월 12일~)은 대한민국의 래퍼이자 작사가, 작곡가, 프로듀서이며, 대한민국의 보이 그룹 BTS(방탄소년단)의 리더, 메인 래퍼을 맡고 있다. 2013년부터 약 4년 남짓 랩 몬스터(영어: Rap Monster)라는 예명을 사용했으나, 2017년 11월 13일부터 'RM'으로 예명을 바꿔 활동하고 있다. 그런데 지금은 이 의미가 진짜 나, 즉 "Real Me"로 알려져 있다. 그리고 2015년, 첫 솔로 믹스테이프 《Rap Monster》를 발표하였다. 100여 곡이 한국음악저작권협회에 등록되어 있으며, 방탄소년단과 라인프렌즈가 함께 만든 캐릭터인 BT21 중에서 RM은 코야(KOYA)라는 캐릭터를 직접 디자인했다. 데뷔 전에는 '런치란다'라는 예명을 이용해 언더래퍼로 활동한 바 있다.

## 학력
- 글로벌사이버대학교 방송연예학과 (학사)
- 한양사이버대학교 대학원 광고미디어학과 (석사)

## 생애
RM(김남준)는 1994년 9월 12일 대한민국 서울특별시 동작구 상도동에서 태어나, 1998년 5살 때부터 경기도 고양시 일산서구 주엽동에서 성장했다. 그는 1남 1녀 중 장남으로 여동생(1997년 출생)이 한 명 있다. 아이큐를 측정한 결과 148이란 높은 수치가 나왔고, 고교시절에는 전교 1, 2등을 다툴 정도로 명석했다. 특히 수능 모의고사 성적은 상위 1.6%로 학창시절 독학으로 토익 880점을 받았으며, 일본어와 영어로 대화하는 등 유창한 외국어 실력을 겸비하였다. 우연히 에픽하이의 곡 "Fly"를 듣고 큰 감동을 받았고, '랩으로 이렇게까지 사람의 이야기를 풀어나갈 수 있구나'라는 생각을 하게 되었다고 한다. 그 후, 이를 계기로 힙합에 빠지게 되었다. 방탄소년단 멤버로 데뷔하기 전에 그는 《런치란다(Runch Randa)》라는 이름의 언더 래퍼였다. 그는 여러 트랙을 발표하고 동료 래퍼 지코와 작업하기도 했다.
2010년 언더그라운드에서 활동하는 RM의 래핑을 본 슬리피는 그의 연락처를 넘겨 받아 빅히트 엔터테인먼트 프로듀서 방시혁에게 전해줬고, RM은 방탄소년단의 첫 멤버로 합류하게 됐다. 당시 방탄소년단의 멤버로 발탁된 RM에 대해 방시혁은 “언더 힙합신에서도 실력을 인정받은 래퍼로 랩 메이킹에 탁월하며 프로 못지않은 실력을 지니고 있다” 고 소개하기도 했다. 뛰어난 성적에도 불구하고 음악에 대한 열정 때문에 포기했다가 글로벌사이버대학교 방송연예학과를 졸업하고 한양사이버대학교 대학원 광고미디어 MBA에서 석사 학위를 취득했다.

## 경력

### 방탄소년단

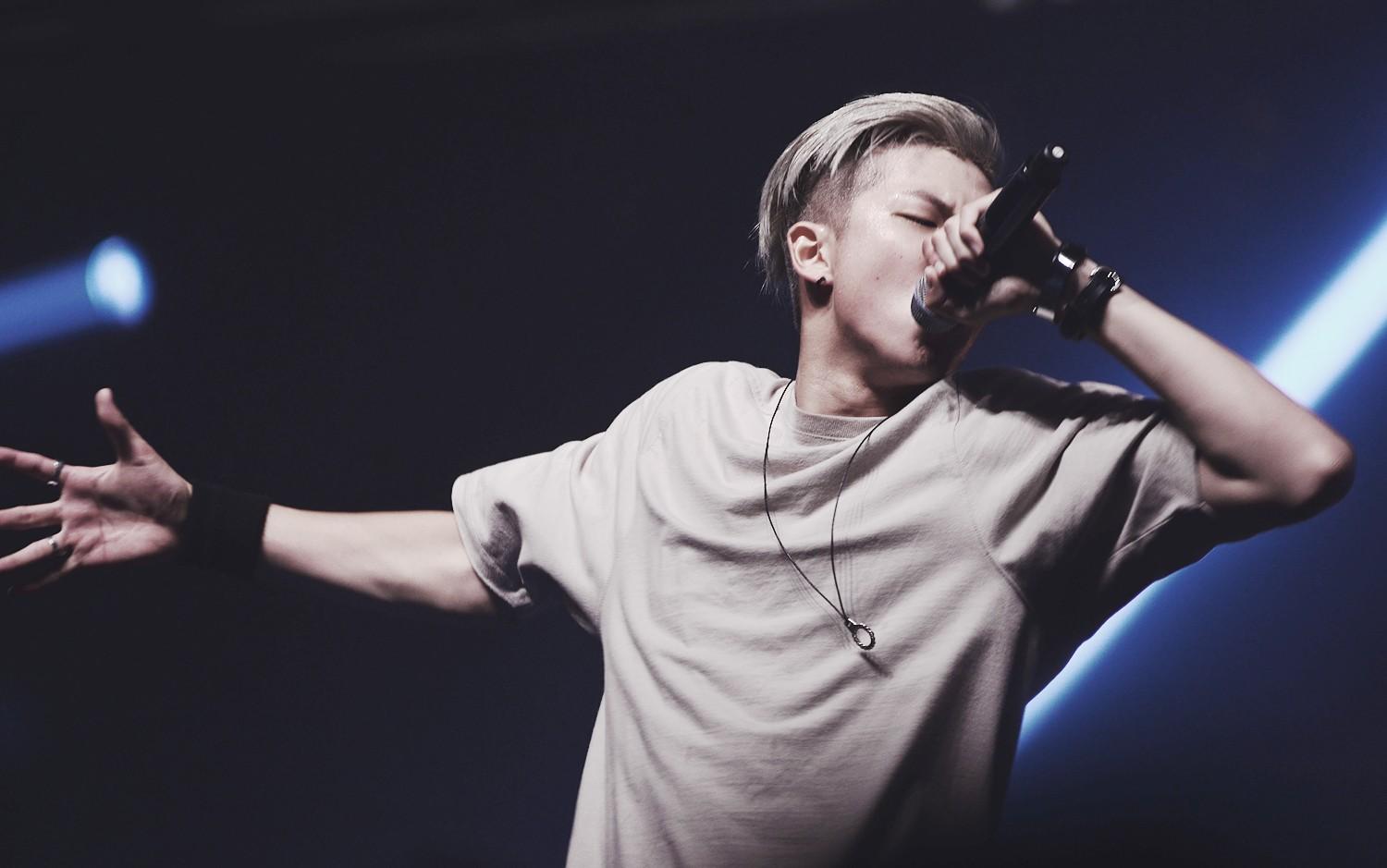
2015년 9월 20일 올포스원에서의 RM

RM은 대구에서 언더 래퍼로 활동했던 슈가와 광주출신의 댄서 제이홉과 함께 빅히트 연습생으로 트레이닝을 받았고, 이후 진, 정국, 뷔, 지민도 합류했다. 2013년 6월 13일, RM은 엠넷 《엠카운트다운》을 통해 방탄소년단 멤버로서 공식적으로 데뷔하였으며, 하루 전인 6월 12일에 데뷔 싱글 앨범 《2 COOL 4 SKOOL》을 발매했다. 그는 방탄소년단 앨범의 수많은 곡에서 작사와 작곡에 참여하고 있다.

### 솔로 활동
RM은 수많은 한국 및 미국 가수들과 협력했다. 2015년 3월 4일, 로스 앤젤레스에서 진행된 워렌 G와의 공동 작업의 현장을 담은 뮤직 비디오와 함께 제목의 싱글 "P.D.D (Please Do not Die)"를 발표했다. 또한 RM은 EE, 그리고 Dino J와 함께 힙합 프로젝트 그룹 MFBTY와 노래 "부끄부끄"를 공동 작업했다. 그는 이 곡의 뮤직 비디오에 출연했으며, 그 외에도 그들의 곡 "Bang Diggy Bang Bang" 뮤직 비디오에 카메오로 출연했다. RM은 2015년 3월 17일 그의 첫 솔로 믹스테이프 《RM》을 발표했다. 믹스테이프는 2015년 '힙합 힙 50 앨범'에서 48위에 올랐다. 2015년 4월 9일, RM은 권진아와 함께 프라이머리의 새로운 미니 앨범 "2-1 "의 수록곡 "U"에 피처링에 참여했다. 또한 RM은 마블 코믹스의 영화 《판타스틱 4》의 사운드트랙에 참여했다. Mandy Ventrice가 피처링한 "Fantastic" 디지털 싱글은 국내 음악 사이트를 통해 8월 4일에 발매되었다.
2016년 8월 30일, RM은 방시혁과 함께 공동 제작한 옴므의 새로운 싱글 "Dilemma"가 발매되었다. 이것은 방탄소년단의 노래 "EPILOGUE : Young Forever"에 참여한 후 그의 두 번째 공식 제작이었고, 그리고 사운드클라우드를 통해 "I Know"를 비공식적으로 공개했다. 또한 RM은 미국의 랩퍼 왈레와 작업한 곡 "Change"는 2017년 3월 19일 무료 디지털 다운로드로 발매되었다. 2017년 12월 14일, 빅히트 엔터테인먼트는 RM이 피처링한 폴 아웃 보이의 신곡 "Champion" 리믹스 버전이 12월 15일 자정에 주요 음악 스트리밍 사이트에서 전 세계적으로 공개된다고 밝혔다. 이 곡은 빌보드의 버블링 언더 핫 100에서 18위에 올랐고 RM은 2018년 1월 8일의 버블링 언더 핫 100 싱글 이머징 아티스트 차트 46위를 차지했다. 2017년 12월 27일, RM은 빌보드 락 디지털 송 세일즈 차트에서 2위를 차지한 첫 번째 K-pop 아티스트가 되었다.
2017년 미국의 힙합 잡지 XXL는 "알아야 할 10명의 한국인 래퍼"라는 목록에 RM을 포함하여 발표했다.

## 음반 활동

### 차트 노래
| 제목                                                             | 연도      | 최고 차트 순위 | 판매량                           | 수록 음반                 |
| 제목                                                             | 연도      | 대한민국 가온  | 판매량                           | 수록 음반                 |
| 솔로 참여                                                        | 솔로 참여 | 솔로 참여      | 솔로 참여                        | 솔로 참여                 |
| ---------------------------------------------------------------- | --------- | -------------- | -------------------------------- | ------------------------- |
| "Fantastic" (feat. Mandy Ventrice)                               | 2015      | —              | - 대한민국: 17,345+              | 판타스틱 4                |
| "Reflection"                                                     | 2016      | 38             | - 대한민국: 82,068+              | WINGS                     |
| "Intro:persona"                                                  | 2019      |                | - 대한민국:                      | MAP OF THE SOUL : PERSONA |
| 컬래버레이션                                                     |           |                |                                  |                           |
| "Perfect Christmas" (with 조권, 임정희, 주희 & 정국)             | 2013      | 45             | - 대한민국: 64,789+              | 디지털 싱글               |
| "P.D.D" (with 워렌 G)                                            | 2015      | 74             | - 대한민국: 16,675+              | 디지털 싱글               |
| 피처링 참여                                                      |           |                |                                  |                           |
| "부끄부끄" MFBTY (feat. EE, RM & Dino-J)                         | 2015      | —              | - 대한민국: 14,686+              | WondaLand                 |
| "U" 프라이머리 (feat. 권진아 & RM)                               | 2015      | 22             | - 대한민국: 158,700+             | 2                         |
| "코끼리" 개코 (feat. RM)                                         | 2017      | 17             | - 대한민국: 120,282+             | 디지털 싱글               |
| "Champion Remix" 폴 아웃 보이 (feat. RM)                         | 2017      | —              | - 미국: 18,000 - 대한민국: 5,903 | Mania                     |
| "—" 표시는 차트에 진입하지 못함을 의미함(2010년 이전 자료 없음). |           |                |                                  |                           |

### 믹스테이프
| 제목 | 음반 정보 |
| ---- | --- |
| RM   | - 발매일: 2015년 3월 20일. - 레이블: 빅히트 엔터테인먼트 - 포맷: 디지털 다운로드 or 사운드클라우드 트랙 리스트 1. Voice (목소리) 2. Do You 3. Awakening (각성 / 覺醒) 4. Monster 5. Throw Away (버려) 6. Joke (농담) 7. God Rap 8. Rush feat. Krizz Kaliko 9. Life 10. Drift (표류) 11. I Believe |
| Mono | - 발매일: 2018년 10월 23일 - 레이블: 빅히트 엔터테인먼트 - 포맷: 디지털 다운로드 or 사운드클라우드 트랙 리스트 1. tokyo 2. seoul (prod. HONNE) 3. moonchild 4. badbye (with 이이언) 5. 어긋 (uhgood) 6. 지나가 (with Nell) (everythingoes) 7. forever rain                                        |

### 기타 참여
| 연도 | 제목               | 아티스트                                              | 음반        |
| ---- | ------------------ | ----------------------------------------------------- | ----------- |
| 2012 | "Blue Bloods"      | Dynamic Certified feat. RM                            | Black Power |
| 2015 | "튀겨"             | 양키 feat. 도끼, 부가 킹즈, 더블 K, RM, 톱밥 & 던밀스 | Andre       |
| 2017 | "네시 (4 O'CLOCK)" | RM, 뷔                                                | 무료 음원   |
| 2017 | "Change"           | RM feat. 왈레                                         | 무료 음원   |

### 랩, 작사, 작곡 및 프로듀싱
| 연도 | 수록 음반                         | 노래(곡)                                       | 작사                                                                    | 작사                                                                                                 | 작곡                                                                    | 작곡                                                                                                |
| 연도 | 수록 음반                         | 노래(곡)                                       | 참여                                                                    | 공동                                                                                                 | 참여                                                                    | 공동                                                                                                |
| ---- | --------------------------------- | ---------------------------------------------- | ----------------------------------------------------------------------- | --- | ----------------------------------------------------------------------- | --------------------------------------------------------------------------------------------------- |
| 2013 | 2 COOL 4 SKOOL                    | "We Are Bulletproof Pt.2"                      | 예                                                                      | 신동혁, 슈가, 방시혁, 피독                                                                           | 예                                                                      | 신동혁, 슈가, 방시혁, 피독                                                                          |
| 2013 | 2 COOL 4 SKOOL                    | "No More Dream"                                | 예                                                                      | Supreme Boi, 제이홉, 슈가, 방시혁, 피독                                                              | 예                                                                      | Supreme Boi, 제이홉, 슈가, 방시혁, 피독                                                             |
| 2013 | 2 COOL 4 SKOOL                    | "좋아요"                                       | 예                                                                      | Slow Rabbit, 슈가, 제이홉                                                                            | 예                                                                      | Slow Rabbit, 슈가, 제이홉                                                                           |
| 2013 | 2 COOL 4 SKOOL                    | "Outro : Circle Room Cypher"                   | 예                                                                      | 슈가, 제이홉, 뷔, 정국, 진, 피독                                                                     | 아니요                                                                  | 피독                                                                                                |
| 2013 | O!RUL8,2?                         | "N.O"                                          | 예                                                                      | Supreme Boi, 슈가, 제이홉, 피독                                                                      | 예                                                                      | Supreme Boi, 슈가, 제이홉, 피독                                                                     |
| 2013 | O!RUL8,2?                         | "We On"                                        | 예                                                                      | 슈가, 제이홉, 피독                                                                                   | 예                                                                      | 슈가, 제이홉, 피독                                                                                  |
| 2013 | O!RUL8,2?                         | "If I Ruled The World"                         | 예                                                                      | 슈가, 제이홉, 피독                                                                                   | 예                                                                      | 슈가, 제이홉, 피독                                                                                  |
| 2013 | O!RUL8,2?                         | "Coffee"                                       | 예                                                                      | Slow Rabbit, 슈가, 제이홉, 피독, 권순일 ,박용인, 최재만, 조현아                                      | 예                                                                      | Slow Rabbit, 슈가, 제이홉, 피독, 권순일 ,박용인, 최재만, 조현아                                     |
| 2013 | O!RUL8,2?                         | "BTS Cypher Part 1"                            | 예                                                                      | Supreme Boi, 슈가, 제이홉                                                                            | 예                                                                      | Supreme Boi, 슈가, 제이홉                                                                           |
| 2013 | O!RUL8,2?                         | "진격의 방탄"                                  | 예                                                                      | Supreme Boi, 슈가, 제이홉, 피독                                                                      | 예                                                                      | Supreme Boi, 슈가, 제이홉, 피독                                                                     |
| 2013 | O!RUL8,2?                         | "팔도강산"                                     | 예                                                                      | 슈가, 제이홉, 피독                                                                                   | 예                                                                      | 슈가, 제이홉, 피독                                                                                  |
| 2014 | Skool Luv Affair                  | "Intro : Skool Luv Affair"                     | 예                                                                      | Supreme Boi, 제이홉, 슈가, 피독                                                                      | 예                                                                      | Supreme Boi, 제이홉, 슈가, 피독                                                                     |
| 2014 | Skool Luv Affair                  | "상남자 (Boy In Luv)"                          | 예                                                                      | Supreme Boi, 슈가, 방시혁, 피독                                                                      | 예                                                                      | Supreme Boi, 슈가, 방시혁, 피독                                                                     |
| 2014 | Skool Luv Affair                  | "어디에서 왔는지"                              | 예                                                                      | 권대희, CREAM, 제이홉, 슈가                                                                          | 예                                                                      | 권대희, CREAM, 제이홉, 슈가                                                                         |
| 2014 | Skool Luv Affair                  | "하루만"                                       | 예                                                                      | 제이홉, 피독, 슈가, 개코                                                                             | 예                                                                      | 제이홉, 슈가, 피독                                                                                  |
| 2014 | Skool Luv Affair                  | "Tomorrow"                                     | 예                                                                      | Supreme Boi, 제이홉, 슈가                                                                            | 예                                                                      | Supreme Boi, 제이홉, 슈가                                                                           |
| 2014 | Skool Luv Affair                  | "BTS Cypher PT. 2 : Triptych"                  | 예                                                                      | Supreme Boi, 제이홉, 슈가                                                                            | 예                                                                      | Supreme Boi, 제이홉, 슈가                                                                           |
| 2014 | Skool Luv Affair                  | "등골브레이커"                                 | 예                                                                      | Supreme Boi, 제이홉, 슈가, 피독, Slow Rabbit, 윤석원, 송창식                                         | 예                                                                      | Supreme Boi, 제이홉, 슈가, 피독, Slow Rabbit, 윤석원, 송창식                                        |
| 2014 | Skool Luv Affair                  | "JUMP"                                         | 예                                                                      | Supreme Boi, 제이홉, 슈가, 피독                                                                      | 예                                                                      | Supreme Boi, 제이홉, 슈가, 피독                                                                     |
| 2014 | SKOOL LUV AFFAIR SPECIAL ADDITION | "Miss Right"                                   | 예                                                                      | Slow Rabbit, 제이홉, 슈가, 방시혁, 피독                                                              | 예                                                                      | Slow Rabbit, 제이홉, 슈가, 방시혁, 피독                                                             |
| 2015 | 화양연화 pt.1                     | "I NEED U"                                     | 예                                                                      | 피독, 방시혁, 제이홉, 슈가, 브라더수                                                                 | 예                                                                      | 피독, 방시혁, 제이홉, 슈가, 브라더수                                                                |
| 2015 | 화양연화 pt.1                     | "잡아줘 (Hold Me Tight)"                       | 예                                                                      | Slow Rabbit, 피독, 뷔, 제이홉, 슈가, 김번창                                                          | 예                                                                      | Slow Rabbit, 피독, 뷔, 제이홉, 슈가, 김번창                                                         |
| 2015 | 화양연화 pt.1                     | "쩔어"                                         | 아니요                                                                  | Slow Rabbit, 귓방망이, 제이홉, 방시혁, 슈가                                                          | 예                                                                      | 피독, 귓방망이, 방시혁, 제이홉, 슈가                                                                |
| 2015 | 화양연화 pt.1                     | "흥탄소년단"                                   | 예                                                                      | 슈가, 피독, 방시혁, 제이홉, 진,지민, 뷔                                                              | 예                                                                      | 슈가, 피독, 방시혁, 제이홉, 진,지민, 뷔                                                             |
| 2015 | 화양연화 pt.1                     | "Converse High"                                | 예                                                                      | 피독, Slow Rabbit, 제이홉, 슈가                                                                      | 예                                                                      | 피독, Slow Rabbit, 제이홉, 슈가                                                                     |
| 2015 | 화양연화 pt.1                     | "이사"                                         | 예                                                                      | 피독, 제이홉, 슈가                                                                                   | 예                                                                      | 피독, 제이홉, 슈가                                                                                  |
| 2015 | 화양연화 pt.2                     | "RUN"                                          | 예                                                                      | 피독, 방시혁, 제이홉, 슈가, 뷔, 정국                                                                 | 예                                                                      | 피독, 방시혁, 제이홉, 슈가, 뷔, 정국                                                                |
| 2015 | 화양연화 pt.2                     | "Butterfly"                                    | 예                                                                      | 방시혁, Slow Rabbit, 피독, 브라더수, 제이홉, 슈가                                                    | 예                                                                      | 방시혁, Slow Rabbit, 피독, 브라더수, 제이홉, 슈가                                                   |
| 2015 | 화양연화 pt.2                     | "Whalien 52"                                   | 예                                                                      | 피독, 브라더수, 방시혁, 제이홉, 슈가, 제이홉, Slow Rabbit                                            | 예                                                                      | 피독, 브라더수, 방시혁, 제이홉, 슈가, 제이홉, Slow Rabbit                                           |
| 2015 | 화양연화 pt.2                     | "Ma City"                                      | 예                                                                      | 피독, 방시혁, 제이홉, 슈가                                                                           | 예                                                                      | 피독, 방시혁, 제이홉, 슈가                                                                          |
| 2015 | 화양연화 pt.2                     | "뱁새"                                         | 예                                                                      | 피독, Supreme Boi, RM, Slow Rabbit                                                                   | 예                                                                      | 피독, Supreme Boi, RM, Slow Rabbit                                                                  |
| 2015 | 화양연화 pt.2                     | "고엽"                                         | 예                                                                      | 슈가, Slow Rabbit, 방시혁, 제이홉, 정국, 피독                                                        | 예                                                                      | 슈가, Slow Rabbit, 방시혁, 제이홉, 정국, 피독                                                       |
| 2016 | 화양연화 Young Forever            | "불타오르네 (FIRE)"                            | 예                                                                      | 피독, 방시혁, RM, 슈가, Devine Channel                                                               | 예                                                                      | 피독, 방시혁, RM, 슈가, Devine Channel                                                              |
| 2016 | "Save ME"                         | 예                                             | 피독, Ray Michael Djan Jr, Ashton Foster, Samantha Harper, 제이홉, 슈가 | 예                                                                                                   | 피독, Ray Michael Djan Jr, Ashton Foster, Samantha Harper, 제이홉, 슈가 | |
| 2016 | "EPILOGUE : Young Forever"        | 예                                             | Slow Rabbit, 제이홉, 방시혁, 슈가                                       | 예                                                                                                   | Slow Rabbit, 제이홉, 방시혁, 슈가                                       | |
| 2016 | WINGS                             | "Intro : Boy Meets Evil"                       | 예                                                                      | 피독, 제이홉                                                                                         | 예                                                                      | 피독, 제이홉                                                                                        |
| 2016 | WINGS                             | "피 땀 눈물"                                   | 예                                                                      | 피독, 제이홉, 슈가, 방시혁, 김도훈                                                                   | 예                                                                      | 피독, 제이홉, 슈가, 방시혁, 김도훈                                                                  |
| 2016 | WINGS                             | "Begin"                                        | 예                                                                      | Tony Esterly, David Quinones                                                                         | 예                                                                      | Tony Esterly, David Quinones                                                                        |
| 2016 | WINGS                             | "Reflection"                                   | 예                                                                      | Slow Rabbit                                                                                          | 예                                                                      | Slow Rabbit                                                                                         |
| 2016 | WINGS                             | "Awake"                                        | 예                                                                      | Slow Rabbit, 진, 준, 피독, 제이홉, 방시혁                                                            | 예                                                                      | Slow Rabbit, 진, 준, 피독, 제이홉, 방시혁                                                           |
| 2016 | WINGS                             | "Lost"                                         | 예                                                                      | 피독, Supreme Boi, Peter Ibsen, Richard Rawson, Lee Paul Williams, 준                                | 예                                                                      | 피독, Supreme Boi, Peter Ibsen, Richard Rawson, Lee Paul Williams, 준                               |
| 2016 | WINGS                             | "BTS Cypher 4"                                 | 예                                                                      | Chris 'Tricky' Stewart, Medor J Pierre, 제이홉, 슈가                                                 | 예                                                                      | Chris 'Tricky' Stewart, Medor J Pierre, 제이홉, 슈가                                                |
| 2016 | WINGS                             | "21세기 소녀"                                  | 예                                                                      | 피독, 방시혁, Supreme Boi                                                                            | 예                                                                      | 피독, 방시혁, Supreme Boi                                                                           |
| 2016 | WINGS                             | "둘! 셋! (그래도 좋은 날이 더 많기를)"         | 예                                                                      | Slow Rabbit, 피독, 방시혁, 제이홉, 슈가                                                              | 예                                                                      | Slow Rabbit, 피독, 방시혁, 제이홉, 슈가                                                             |
| 2016 | WINGS                             | "Interlude : Wings"                            | 예                                                                      | 피독, ADORA, 제이홉, 슈가                                                                            | 예                                                                      | 피독, ADORA, 제이홉, 슈가                                                                           |
| 2017 | YOU NEVER WALK ALONE              | "봄날"                                         | 예                                                                      | 피독, ADORA, 방시혁, Arlissa Ruppert, Peter Ibsen, 슈가                                              | 예                                                                      | 피독, ADORA, 방시혁, Arlissa Ruppert, Peter Ibsen, 슈가                                             |
| 2017 | YOU NEVER WALK ALONE              | "Not Today"                                    | 예                                                                      | 피독, 방시혁, Supreme Boi, 준                                                                        | 예                                                                      | 피독, 방시혁, Supreme Boi, 준                                                                       |
| 2017 | YOU NEVER WALK ALONE              | "A Supplementary Story : You Never Walk Alone" | 예                                                                      | 피독, 방시혁, 제이홉, 슈가, Supreme Boi                                                              | 예                                                                      | 피독, 방시혁, 제이홉, 슈가, Supreme Boi                                                             |
| 2017 | LOVE YOURSELF 承 'Her'            | "Intro : Serendipity"                          | 예                                                                      | Slow Rabbit, Ray Michael Djan Jr, Ashton Foster, 방시혁                                              | 예                                                                      | Slow Rabbit, Ray Michael Djan Jr, Ashton Foste, 방시혁                                              |
| 2017 | LOVE YOURSELF 承 'Her'            | "DNA"                                          | 예                                                                      | 피독, 방시혁, Kass, Supreme Boi, 슈가                                                                | 예                                                                      | 피독, 방시혁, Kass, Supreme Boi, 슈가                                                               |
| 2017 | LOVE YOURSELF 承 'Her'            | "Best Of Me"                                   | 예                                                                      | Andrew Taggart, 피독, Ray Michael Djan Jr, Ashton Foster, Sam, Klempner, 제이홉, 방시혁, 슈가, ADORA | 예                                                                      | Andrew Taggart, 피독, Ray Michael Djan Jr, Ashton Foster, Sam Klempner, 제이홉, 방시혁, 슈가, ADORA |
| 2017 | LOVE YOURSELF 承 'Her'            | "보조개"                                       | 예                                                                      | Matthew Tishler, Allison Kaplan                                                                      | 예                                                                      | Matthew Tishler, Allison Kaplan                                                                     |
| 2017 | LOVE YOURSELF 承 'Her'            | "Pied Piper"                                   | 예                                                                      | 피독, 진보, Kass, 제이홉, 슈가, 방시혁                                                               | 예                                                                      | 피독, 진보, Kass, 제이홉, 슈가, 방시혁                                                              |
| 2017 | LOVE YOURSELF 承 'Her'            | "MIC Drop"                                     | 예                                                                      | 피독, Supreme Boi, 방시혁, 제이홉                                                                    | 예                                                                      | 피독, Supreme Boi, 방시혁, 제이홉                                                                   |
| 2017 | LOVE YOURSELF 承 'Her'            | "Outro : Her"                                  | 예                                                                      | 슈가, Slow Rabbit, 제이홉                                                                            | 예                                                                      | 슈가, Slow Rabbit, 제이홉                                                                           |
| 2021 | -                                 | Bicycle                                        | 예                                                                      | - | 예                                                                      | -                                                                                                   |

카훗 나 지금 집 가는 중 많은 랩 파트를 가지고 있으며 눈에 보이는 것만 생각할 수 있었는데 왜 날개를 달아주고 추락하자 해 주세요 나 지금 집 가는 중 많은 랩 파트를 가지고 있으며 눈에 보이는 것만 생각할 수 있었는데 왜 날개를 달아주고 추락하자 21세기 소녀 나 지금 집 가는 중 많은 랩 파트를 가지고 있으며 눈에 보이는 것만 생각할 수 있었는데 왜 날개를 달아주고 추락하자 해

## 음반 외 활동

### 텔레비전 프로그램
| 연도 | 방송사  | 제목                                   | 역할                                                       | 비고                       |
| ---- | ------- | -------------------------------------- | ---------------------------------------------------------- | -------------------------- |
| 2014 | arirang | After School Club                      | 게스트 (with 지민)                                         | 56회                       |
| 2014 | Mnet    | 4가지쇼 시즌2                          | 게스트                                                     | RM 편                      |
| 2014 | arirang | After School Club                      | 게스트 (with 지민,정국)                                    | 70회                       |
| 2015 | tvN     | 뇌섹시대 - 문제적남자                  | 공동 MC (with 전현무, 하석진, 김지석, 타일러 라쉬, 이장원) | 1~21회                     |
| 2015 | KBS2    | 대국민 토크쇼 안녕하세요               | 게스트 (with 뷔)                                           | 223회                      |
| 2015 | Mnet    | 4가지쇼 시즌2                          | 게스트                                                     | 타이거JK 편 - 세 번째 시선 |
| 2015 | MBC     | 세상을 바꾸는 퀴즈                     | 게스트(WITH 박나래, 양상국, 김지민 (희극인)                | 315회                      |
| 2015 | SBS     | 동상이몽, 괜찮아 괜찮아                | 게스트                                                     | 32회                       |
| 2015 | SBS     | 놀라운 대회 스타킹                     | 게스트 (with 제이홉, 박지민)                               |                            |
| 2015 | SBS     | 인기가요                               | 스페셜 MC (with 김유정, 육성재)                            | [ 46 ]                     |
| 2015 | SBS     | 런닝맨                                 | 게스트                                                     |                            |
| 2016 | MBC     | MBC 스페셜                             | 게스트                                                     |                            |
| 2016 | SBS     | 놀라운 대회 스타킹                     | 게스트 (with 제이홉, 박지민)                               | 447회                      |
| 2016 |         | 아이돌 초근접 관찰일기                 |                                                            | 인터넷 방송                |
| 2016 | MBC     | 듀엣가요제                             | 게스트                                                     | 13회                       |
| 2016 | SBS     | 인기가요                               | 스페셜 MC (with 진, Kei, 이미주)                           | [ 47 ]                     |
| 2016 | KBS2    | 구라차차 타임슬립 - 새소년             | 공동 MC (with 김구라, 차태현, 김병옥, 은지원)              | 파일럿 프로그램            |
| 2022 | TvN     | 알아두면 쓸데없는 신비한 인물 잡학사전 | 공동 MC (with 장항준)                                      |                            |

### 뮤직 비디오
| 연도 | 가수                         | 노래                         | 비고                   | 공식 유튜브 |
| ---- | ---------------------------- | ---------------------------- | ---------------------- | ----------- |
| 2013 | 조권, 임정희, 주희, RM, 정국 | 〈Animal (Radio Edit)〉      | 빅히트 크리스마스 싱글 | 유튜브      |
| 2015 | RM                           | 〈각성 (覺醒)〉              | 믹스테이프             | 유튜브      |
| 2015 | RM                           | 〈농담〉                     | 믹스테이프             | 유튜브      |
| 2015 | RM                           | 〈Do You〉                   | 믹스테이프             | 유튜브      |
| 2015 | RM, 워렌 지                  | 〈P.D.D.(Please Don’t Die)〉 | 컬래버레이션 싱글      | 유튜브      |
| 2019 | RM                           | 〈Intro:persona〉            | 솔로참여               |             |

## 수상 목록
- 2024년 엠넷 아시안 뮤직 어워즈 팬스 초이스상
- 2025년 32주년 한터뮤직어워즈 힙합 부문 특별상
- 2025년 제34회 서울가요대상 R&B부문 힙합상